# Yuri Georgievich Felshtinsky
Yuri Georgievich Felshtinsky (tiếng Nga: Ю́рий Гео́ргиевич Фельшти́нский, sinh ngày 7 tháng 9 năm 1956 ở Moskva) là một nhà sử gia Mỹ gốc Nga. Felshtinsky đã viết một số sách về lịch sử Nga bao gồm The Bolsheviks and the Left SRs (Paris, 1985), Towards a History of Our Isolation (London, 1988; Moscow, 1991), The Failure of the World Revolution (London, 1991; Moscow, 1992), Blowing up Russia (cùng với Alexander Litvinenko), và The Age of Assassins (với Vladimir Pribylovsky).

## Tiểu sử
Felshtinsky bắt đầu học ngành Sử học 1974 tại Đại học sư phạm quốc gia Moskva. In 1978, ông ta di dân từ Liên Xô sang Hoa Kỳ và tiếp tục học ở đó. Ông đã tốt nghiệp từ Brandeis University và lấy bằng tiến sĩ về Sử học ở Rutgers University. In 1993, ông trở lại Moskva và lấy bằng tiến sĩ tại viện Sử học Nga của Viện khoa học Nga.

## Sự nghiệp
1998, Felshtinsky trở lại Moskva để học chính trị học Nga hiện đại. Lúc đó, ông ta làm quen với Alexander Litvinenko, một trung tá của FSB. 2000, Felshtinsky và Litvinenko bắt đầu cùng nhau viết Blowing Up Russia, một cuốn sách mô tả sự chiếm đoạt dần dần quyền lực nước Nga bởi cơ quan an ninh và chi tiết về những dính líu của FSB vào một loạt cuộc khủng bố mà xảy ra giữa 1994 và 1999. Tháng 8 2001, nhiều chương từ cuốn Blowing Up Russia được xuất bản trong một ấn bản đặc biệt của tờ báo Novaya Gazeta. 2002, cuốn sách được dùng để làm nền tảng cho cuốn phim tài liệu, Blowing Up Russia (cũng còn được biết tới như là Assassination of Russia). Cả cuốn sách và phim tài liệu đều bị cấm lưu hành tại Nga. Cho tới 2006, Felshtinsky tiếp tục làm việc với Litvinenko để mà thâu thập thêm tài liệu ghi nhận dính líu của FSB về việc đặt bom nhà chung cư vào tháng 9 năm 1999 Theo như các tác giả, bom được đặt bởi FSB, là một hoạt động dấu mặt để biện hộ cho Chiến tranh Chechnya lần thứ hai.

## Vụ ám sát Boris Nemtsov
Felshtinsky là một trong số ít người đã quả quyết là Putin đã ra lệnh FSB ám sát Nemtsov. Trong cuộc phỏng vấn với tuần báo Đức die Zeit ngày 6.3.2015, Felshtinsky nêu lý do: " Bất cứ kẻ giết người nào mà không làm việc chung với công an chìm Nga, sẽ giết Nemtsov ở một nơi khác. Những người đã giết ông ta, trông không giống như tội phạm, mà như cảnh sát đặc biệt thi hành nhiệm vụ. Bởi vậy họ không đếm xỉa tới là đã bị quay phim hay có ai khác thấy họ hành động."